# 马来西亚经济
“马来西亚经济”是指新兴工业化国家马来西亚的经济发展概况，该国为面向市场经济的开放型经济体，丰富的石油产量为其经济启动工业化提供支持。2021年全球競爭力報告將馬來西亞經濟列為全球最具競爭力國家經濟體第25位。

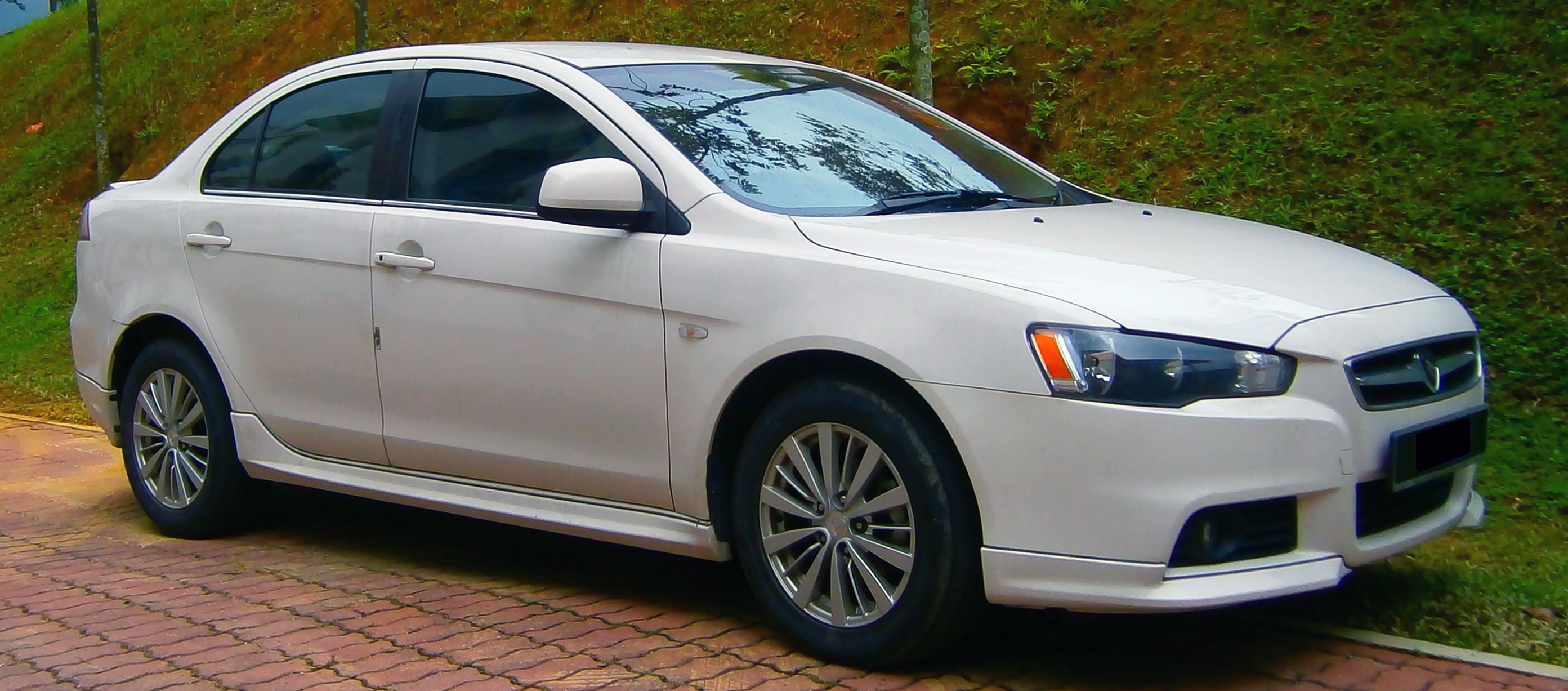
马来西亚国产的宝腾汽车

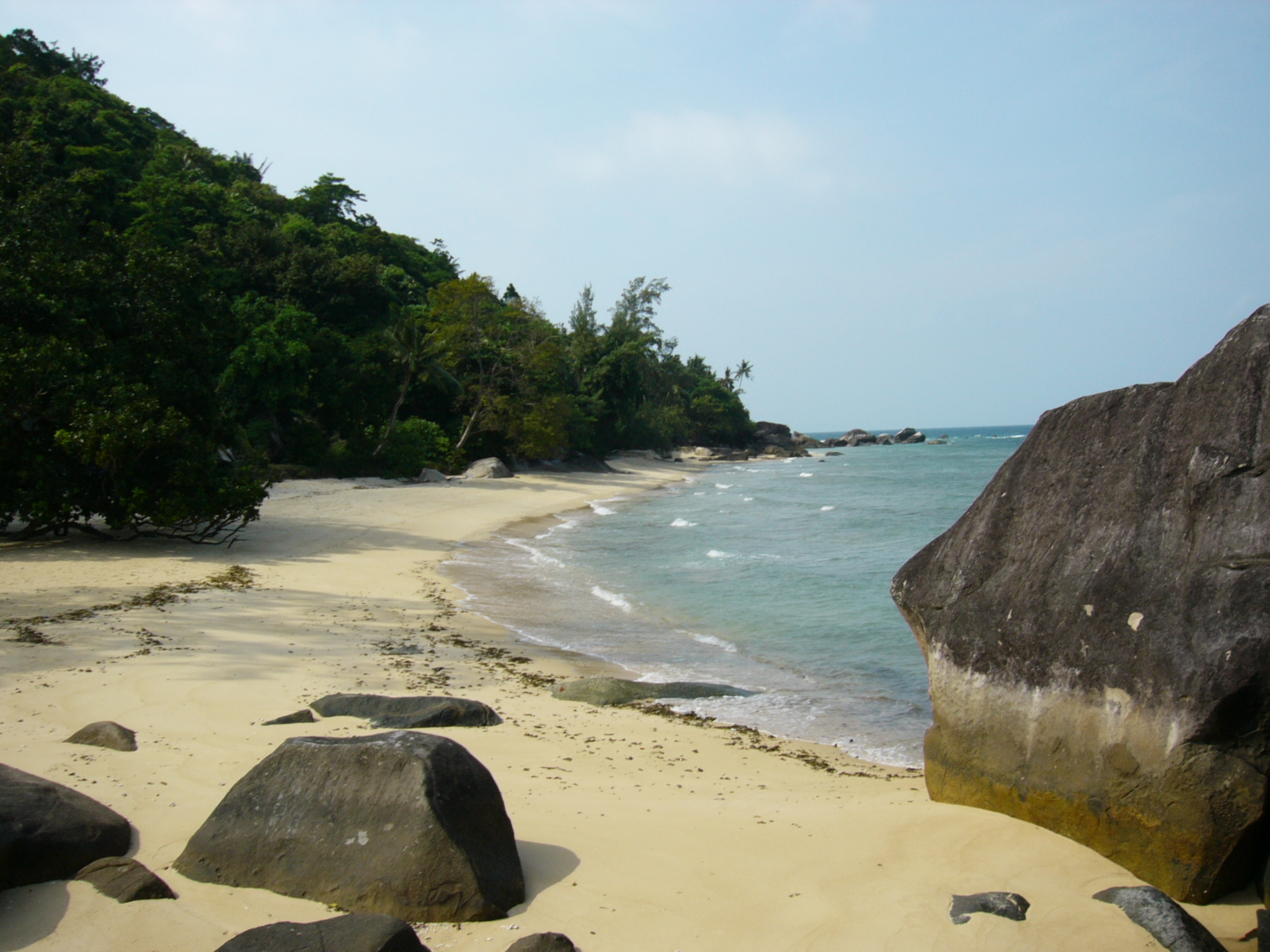
刁曼岛海滩观光区

以国内生产总值计算，马来西亚的经济规模在东南亚排名第五位，在世界排名第36位。马来西亚2018年的劳动生产率测得为每名工人Int$55,360，在东盟中排名第三位。2021年全球竞争力报告将马来西亚经济列为世界第25位最具竞争力的国家经济体。
与东南亚的许多邻国相比，马来西亚人享有相对富裕的生活方式。这是由于快速增长的出口导向型经济、相对较低的国民所得税、高度负担得起的当地食品和运输燃料，以及全额补贴的单一付款人公共医疗保健系统。马来西亚拥有新兴的工业化市场经济，相对开放且以国家为导向。[28][29]马来西亚经济高度强劲和多元化，2020年高科技产品的出口额达到921亿美元，在东盟中排名第二位。[30]马来西亚出口的棕榈油产品数量和价值位居全球第二位，仅次于印度尼西亚。[31]

## 经济政策

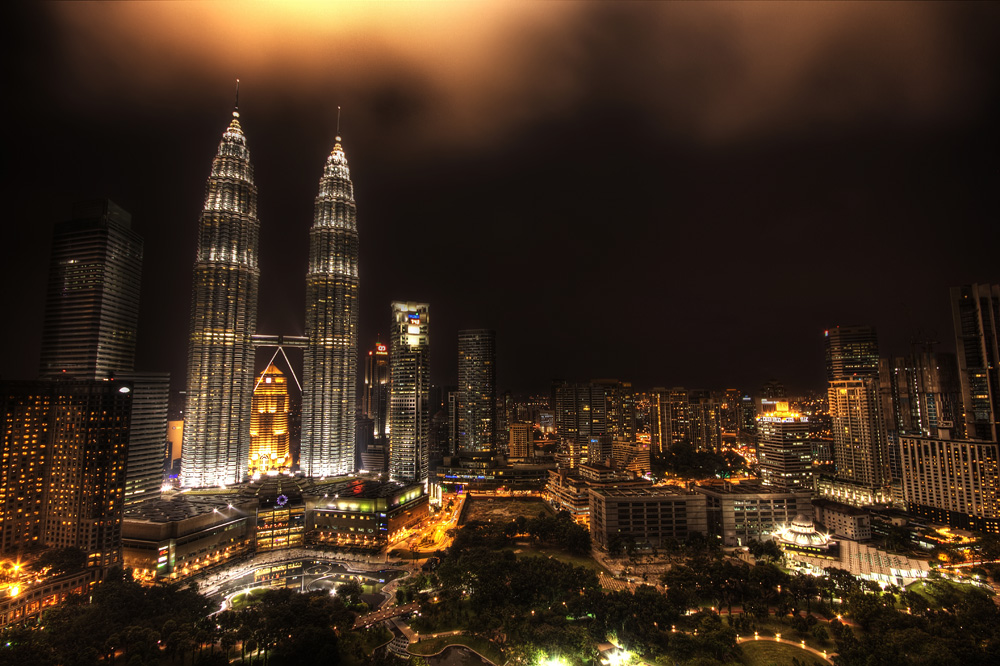
国油双峰塔景观及吉隆坡市中心的商业大楼群，是马哈迪·莫哈末执政马来西亚22年下惊人的经济演变证明

吉隆坡稳定的宏观经济环境，维持在或低于3%的通货膨胀率及失业率，加上其充足的外汇储备及较小的外债使类似1997年亚洲经济危机的经济萧条再次发生在马来西亚的可能性变得非常小。虽然如此，面对着竞争能力不足及高债务等问题的大企业为马来西亚经济远景带来负面影响。
马来西亚主要的股票市场是馬來西亞股票交易所及MASDAQ（科技股市）。
1981年至2003年马哈迪·莫哈末担任首相期间，马来西亚经历了快速的经济成长。由原先以农业为基础的经济，转变为以制造业与工业为主的经济，特别在电脑与消费性电器产品。在这段期间，马来西亚的地理景观也因着多项大型计画而改变,其中包括国家石油公司的双峰塔（曾经是世界最高建筑物，目前仍是全国最高的双子星大楼）、吉隆坡国际机场（曾经是世界最佳机场）、南北大道(全国最长的收费高速公路也是全东南亚最长的）、雪邦国际赛道、多媒体超级走廊、砂拉越巴贡水坝以及新的联邦行政首都布城直辖区。 1998年，亚洲金融危机使马来西亚的经济和政局严重受挫。马哈迪在痛斥外汇投机客的同时，拒绝副首相安华以及国际货币基金组织的“药方”，对货币进行管制。经济专家当时认为，外资将因此却步，马来西亚将会步入经济衰退期。然而，马哈迪独树一帜的政策很快就见效，领导马来西亚走出金融危机的阴影，经济复苏步伐是当时受金融危机打击国家中最快的。 1999年，经济增长率就接近危机前的水平，经济重新步入了稳步成长的轨道。

### 强项
- 宝腾汽车在国内外的销量也与日俱增。
- 钢铁等重工业仍然是马来西亚的经济支柱之一。
- 胶乳和橡胶工业都是马来西亚的经济强项。
- 马来西亚是世界上两大油棕生产国之一。
- 马来西亚是世界上最大的磁盘驱动器生产国。

## 经济制度

### 传统经济制度
- 饷码制度（Farm System）
- 港主制度（Kang-Chu System）

## 经济数据
- 国民生产总值

| 年份   | 国民生产总值 (单位：亿令吉) |
| ------ | --------------------------- |
| 1970年 | 125                         |
| 1980年 | 514                         |
| 1985年 | 720                         |
| 1987年 | 747                         |
| 1988年 | 858                         |
| 1989年 | 967                         |
| 1990年 | 1108                        |
| 1991年 | 1235                        |
| 1992年 | 1403                        |
| 1993年 | 1548                        |
| 1994年 | 1763                        |

## 十个主要亚洲经济体实质经济成长率排名
| 排名 | 南韩财政部与国际金融中心2013年报告 （2014年1月16日公布） |
| 1    | 中国大陆（7.7%）                                         |
| 2    | 菲律宾（7%）                                             |
| 3    | 印尼（5.7%）                                             |
| 4    | 印度（4.6%）                                             |
| 5    | 马来西亚（4.5%）                                         |
| 6    | 新加坡（3.7%）                                           |
| 7    | 香港（3%）                                               |
| 8    | 泰国（3%）                                               |
| 9    | 南韩（2.8%）                                             |
| 10   | 台湾（2%）                                               |